# Greklands filmhistoria
Den grekiska filmen har en lång och rik historia. Landet har frambringat många kända skådespelare och regissörer.

## De första åren
Våren 1897 fick invånarna i Aten möjligheten och privilegiet att bli de första grekerna att se rörliga bilder (korta journalfilmer). Visningen av en animerad film väckte starka känslor och det nya mediet blev ett hett samtalsämne. Den grekiska filmen "föddes" 1906 när bröderna John och Miltiades Manakia började filma i Makedonien, och den franska filmmakaren Leons producerade det första "nyhetsreportaget" från de Olympiska sommarspelen 1906 i Aten.
Greklands första biograf öppnade ungefär ett år senare, och andra "projektorrum" startades och samlade stora grupper av förväntansfulla tittare. 1910-11 gjordes de första grekiska filmfarserna av regissören Spiros Dimitrakopoulos, som också medverkade i dem. 1914 startades filmbolaget Asty Film, och produktionen av långfilm kom igång. Golfo, en i Grekland känd, traditionell kärlekshistoria räknas som landets första långfilm.
Under första världskriget begränsades produktionen av film till att enbart omfatta dokumentärer och nyhetsreportage. Regissörer som George Prokopiou och Dimitris Gaziadis utmärkte sig för att filma scener från fronten och branden i Smyrna 1922.
Den första stora kommersiella framgången kom 1920 med Villar i kvinnornas bad i Faliro, som skrevs och regisserades av komikern Villar (Nikolaos Sfakianakis). 1927 kan ses som skiljelinjen mellan slutet på den "primitiva" grekiska filmen och början på en mer seriös organisation.
Mellan 1928 och 1931 hade filmbolaget Dag-Film sin mest produktiva period, det hade dock grundats så tidigt som 1918. Dag-Film producerade huvudsakligen filmer med historiska teman, oftast bearbetningar av romaner. De mest utmärkande är Έρως και κύματα (1928, regisserad av D. Gaziadis) och Δάφνις και Χλόη (1931, regisserad av Orester Laskos). Den sistnämnda innehåller den första nakenscenen i europeisk filmhistoria.
1932 görs den första ljudfilmen av Olympic Film, Αγαπητικός της Βοσκοπούλας, regisserad av D. Tsakiris. Οι Απάχηδες των Αθηνών är en av de mest kända av de tidiga filmerna, där kom ljudet från en grammofon som stod bakom filmduken.
Filopimin Finos var en av de mest produktiva inom filmen, och var också en av grundarna till Greklands Filmstudio 1939. Under andra världskriget startade han Finos Films (1942), ett filmbolag som kom att påverka den kommersiella grekiska filmen starkt. Några kända filmer från ockupationstiden 1941-45 är Hjärtats röst (1943, regisserad av D. Ioannapoulos) och Applåder (1944, regisserad av G. Tzavelas). 1944 vann den grekiska skådespelerskan Katina Paxinou en Oscar för bästa kvinnliga biroll i filmen For Whom the Bell Tolls. En annan grekisk skådespelerska som skulle komma att bli populär utomlands var Melina Merkouri. Hennes genombrott kom 1960 när hon medverkade i Never on Sunday, regisserad av Jules Dassin. De två kom senare att samarbeta på musikalversionen av Illya Darling vilket gav Merkouri en Tonynominering. Hon kom senare att medverka i filmer som Topkapi, Phaedra och Gaily, Gaily. 

### Den gyllene eran
Under 1950-talet ökade intresset för och produktionen av folkliga filmer som speglade det moderna samhället. Nya regissörer och skådespelare, som skulle få en stark plats i den grekiska filmhistorien, gjorde entré, som Alekos Sakelarios, Nikos Tsiforos, Ellie Lambeti, Dinos Iliopoulos, Irene Papas etc. Det gjordes över sextio filmer per år, de flesta av dem var melodramer och kommersiella spionäventyr, i skuggan av kalla kriget. Kända filmer är Πικρό Ψωμί (Filmåret 1951, regisserad av G. Grigoriou), Η κάλπικη λύρα (1955, regisserad av G. Tzavelas), Stella (1955, regisserad av M. Cacoyannis) och Δράκος (1956, regisserad av N. Koundouros). Finos Film fick också uppmärksamhet för filmerna Λατέρνα, Φτώχεια και Φιλότιμο, Η Θεία από το Σικάγο och Το ξύλο βγήκε από τον Παράδεισο.

## Grekisk film idag

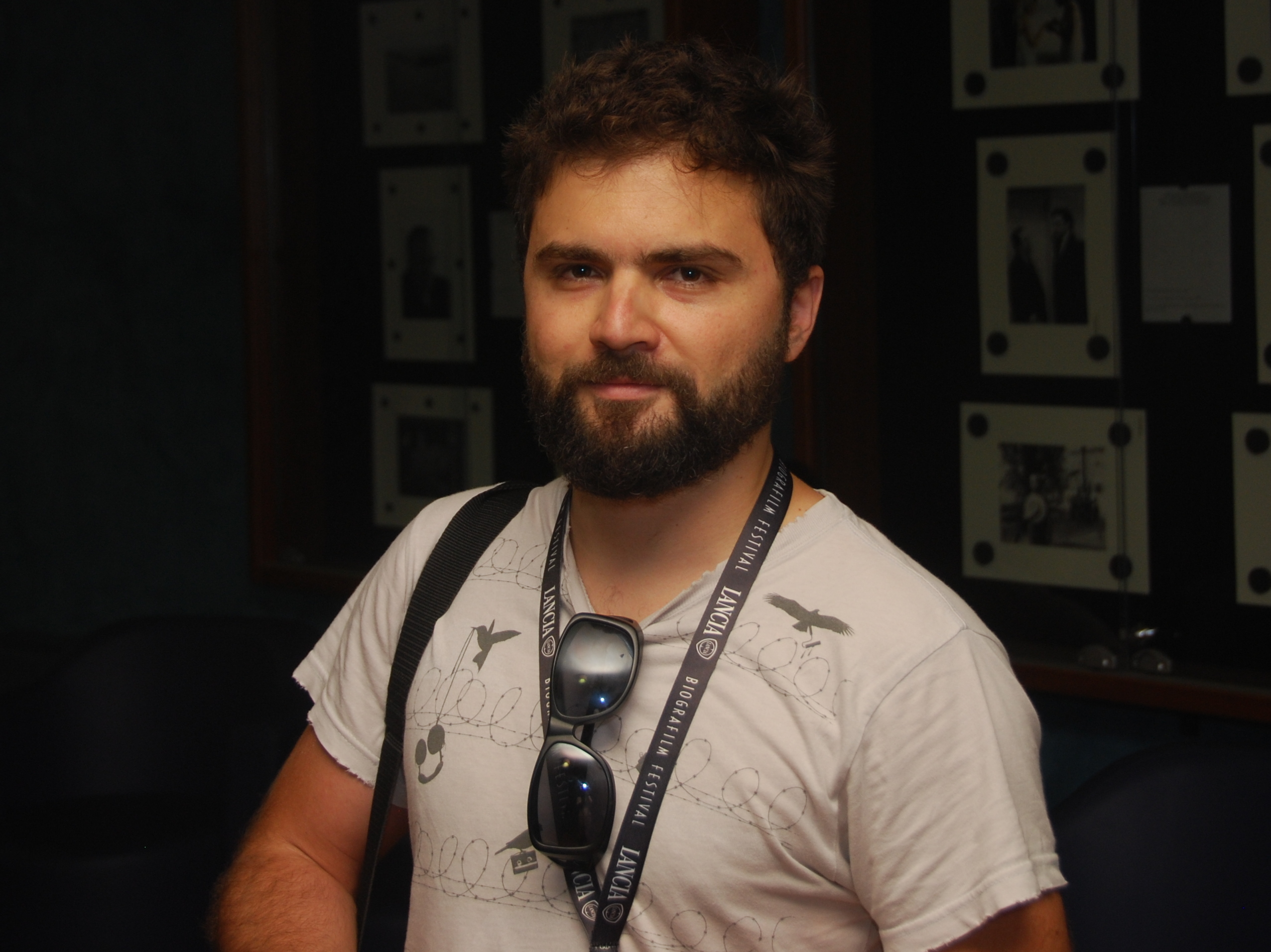
Spiros Stathoulopoulos har bland annat gjort filmen PVC-1.

1999 gjorde TV-serie-manusförfattarna Michael Reppas och Thanassis Papathanasiou tillsammans med några kända skådespelare komedin Safe Sex, som byggde på tabut runt sex. Det kom att bli den mest framgångsrikaste filmerna på senare tid, och visade på en återkomst för en gyllene era för grekisk film. 
2001 återkom de två manusförfattarna med To klama vgike apo ton paradeiso (en ordlek med titeln To xylo vgike apo ton paradeiso), som är en parodi på de gamla Finos-filmerna, där de gör satir på de klichéer och element som gjorde dem speciella. 
2003 blev en annan grekisk storfilm med namnet Politiki kouzina, regisserad av Tassos Boulmetis, årets största kassasuccé. Det är en av få grekiska filmer som spelat in över tolv miljoner €. 2004 var ett bra år för grekisk film med Nyfes hade över en miljon biobesökare och spelade in sju miljoner €. Även 2006 var ett bra år, speciellt för filmen Λούφα και Παραλαγή: Σειρήνες στο Αιγαίο, som hade över 700,000 biobesökare och spelade in mer än fem miljoner €. Andra filmer som det gick relativt bra för var Loukoumades me Meli och H Chorodia toy Charitonos som både hade över 100,000 biobesökare, och komedin Straight Story, 5 Lepta akoma och Uryana hade också stora framgångar.
2007 är också ett framgångsrikt år, de två största framgångarna (hittills) är Mia melissa to Augousto och Alter Ego.